# Норильский промышленный район
Нори́льский промы́шленный райо́н («Большой Норильск») — группа населённых пунктов, административно образующих Единое муниципальное образование «город Норильск». 
Расположен на севере Красноярского края, на Таймырском полуострове, представляет собой единый производственный комплекс по добыче и производству цветных и драгоценных металлов. НПР является основной производственной площадкой и заполярным филиалом ПАО «Горно-металлургическая компания „Норильский никель“» (ранее «Норильский горно-металлургический комбинат»).
В состав НПР входит город Норильск с включёнными в его состав районами Талнах и Кайеркан, жилое образование Оганер и посёлок Снежногорск.
Город Дудинка в НПР не входит, однако неразрывно связан с ним, выполняя функцию морского и речного порта для всех предприятий района. Аэропорт Алыкель также не входит в НПР, но, как и Дудинка, неразрывно связан с ним.